# Степанов, Вениамин Николаевич
Вениами́н Никола́евич Степа́нов (1906—1974) — советский хозяйственный, государственный и политический деятель, Герой Социалистического Труда.

## Биография
Родился в 1906 году в Шарье. Член КПСС.
С 1926 года — на хозяйственной, общественной и политической работе. В 1926—1974 годах — рабочий, студент Московского института инженеров железнодорожного транспорта, строитель объектов металлургической промышленности Предуралья, главный инженер, управляющий, заместитель управляющего строительным трестом № 1 Министерства промышленного строительства СССР в городе Березники Пермской области.
Указом Президиума Верховного Совета СССР от 5 апреля 1971 года за выдающиеся производственные успехи, достигнутые в выполнении заданий пятилетнего плана присвоено звание Героя Социалистического Труда с вручением ордена Ленина и золотой медали «Серп и Молот».
Заслуженный строитель РСФСР.
Умер в Березниках в 1974 году.